# Les Aillons-Margériaz
Les Aillons-Margériaz est une station de sports d'hiver située sur la commune d'Aillon-le-Jeune, dans le département de la Savoie en région Auvergne-Rhône-Alpes.
La station s'étend sur deux sites, Aillons-Margériaz 1000 sur le mont Pelat et Aillons-Margériaz 1400 sur le mont Margériaz, dans le massif des Bauges entre Chambéry et Annecy.

## Géographie

### Localisation
Au cœur du parc naturel régional du massif des Bauges, le domaine des Aillons-Margériaz est composé de deux sites, Aillons-Margériaz 1000 et Aillons-Margériaz 1400, séparés d'environ 12 km. Chaque station est située sur un versant différent, le versant nord du mont Pelat pour la première et le versant est du Mont Margériaz pour la seconde.

### Accès à la station
La station est à proximité des agglomérations de Chambéry, d'Aix-les-Bains et d'Annecy et à 1h30 par autoroute depuis Lyon.

## Nom de la station
Le nom de la station provient de la réunification de deux stations indépendantes mais situées sur la même commune (Aillon-le-Jeune). Le premier site du nom d'« Aillon-Station » est devenu « Aillon-Margériaz 1000 » et le second site qui était le stade de neige du Margériaz est devenu « Aillon-Margériaz 1400 ». Ce changement de nom était devenu quasi obligatoire du fait que la montagne du Margériaz a donné son nom a un immeuble, une rue, un hôtel, une auberge et même un fromage.

## Histoire
Les activités dédiées à la neige et aux sports d'hiver sont lancées par le conseil municipal de la commune d'Aillon-le-Jeune en 1964. Les premières installations à voir le jour sont un téléski et un téléski à câble bas ou « fil neige » au lieu-dit de la Correrie à l'est du chef-lieu, à l'emplacement de l'actuelle station d'Aillon.
En 1980, un nouveau domaine skiable voit le jour sur les pentes orientales du mont Margériaz, lequel donne son nom à l'actuelle station du Margériaz. À l'origine, il s'agit de la création d'un stade de neige, mais la seconde station va progressivement se développer dans l'esprit d'une station destinée aux familles et d'apprentissage du ski pour des élèves de Savoie.
Dix ans plus tard, alors que les sommets du mont Pelat et du mont Margériaz sont devenus accessibles en télésiège et téléskis dans chacune des deux stations, celles-ci se regroupent en un unique domaine skiable « Les Aillons-Margériaz » exploité par la Société d'économie mixte (SEM) des Bauges.
En 2012, Aillon-Station fait l'objet d'un audit en raison de fréquentes difficultés financières, lequel préconise le démantèlement de quatre remontées mécaniques. La création de l'association Les Amis du Val d'Aillon par les habitants secondaires de la station afin d'empêcher sa fermeture définitive, qui n'est en 2015 plus prévue.
En janvier 2015, la station des Aillons-Margériaz fête officiellement ses 50 ans autour d'animations, de jeux, et d'un accès libre et gratuit à Aillon-Station le samedi 31 janvier.
Au cours de l'hiver 2015-2016, Aillon-Station devient "Aillons-Margériaz 1000" et Le Margériaz devient "Aillons-Margériaz 1400".
Face à un enneigement insuffisant de manière chronique, le site des Aillons-Margériaz 1000 — qui a ouvert uniquement ses remontées mécaniques pour débutants au cours de la saison 2024-2025 — cesse définitivement son activité de ski alpin.

## La station

### Promotion et positionnement
La station a obtenu plusieurs labels « Station village » ; « Site nordique » et « Nouvelles glisses ».

### La station
Le domaine skiable est généralement exploité de la mi-décembre à début avril. Un skibus payant relie les deux stations entre elles, entre 2 et 4 fois par jour selon le mois de l'hiver.

#### Aillon-Station / Aillons-Margériaz 1000

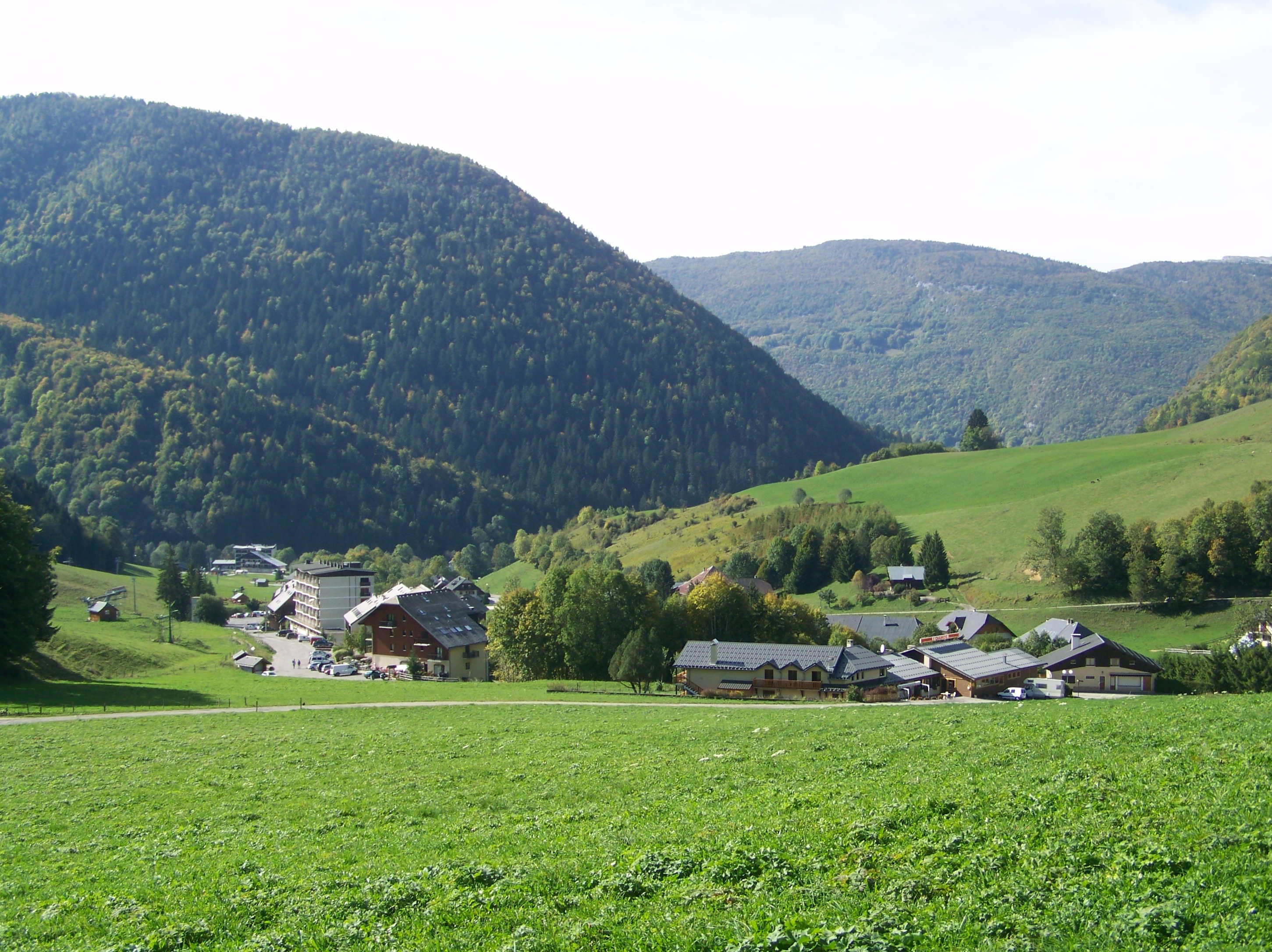
Aillon-Station en automne.

Situé entre 1 000  et   1 540 m d'altitude sur les pentes du mont Pelat (1 543 m), il compte 17 km de pistes.

#### Le Margériaz / Aillons-Margériaz 1400

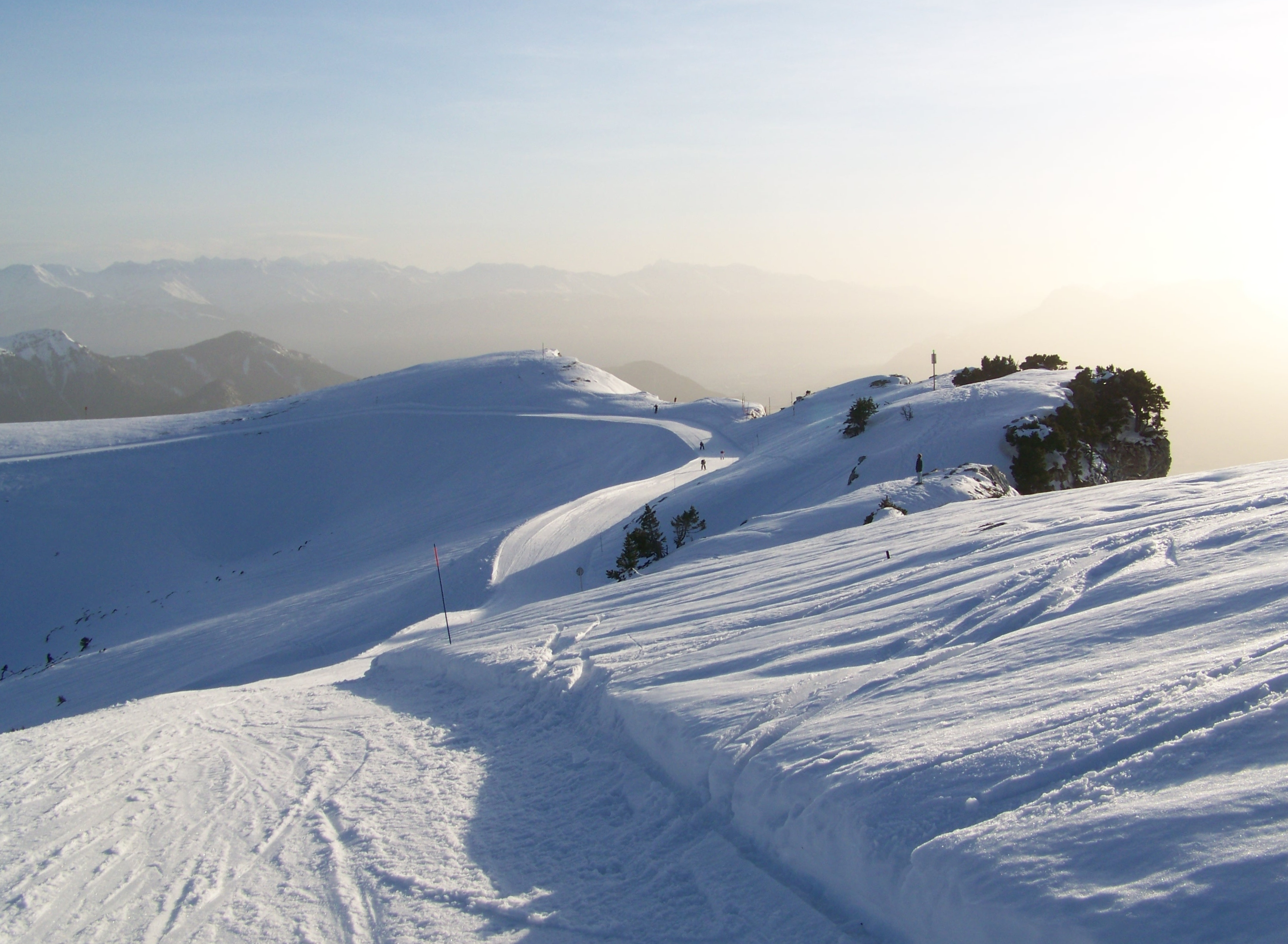
Piste de ski sur la crête du Margériaz.

Situé entre 1 400  et   1 845 m d'altitude, sur les pentes du mont Margériaz (1 853 m), le site est le plus grand des deux. Les remontées mécaniques y ont toutes été construites entre les années 1980 et 1990.
Les 4 pistes de ski de fond s'y trouvent.
Les pistes sont tracées en partie au-delà de la limite de la forêt.

### Hébergement et restauration
En 2014, la capacité d'accueil de la station, estimée par l'organisme Savoie Mont Blanc, est de 3 735 lits touristiques répartis dans 642 établissements. Les hébergements se répartissent comme suit : 137 meublés ; 1 établissement d'hôtellerie de plein air ; 3 centres ou villages de vacances/auberges de jeunesse ; 5 refuges ou gîtes d'étape et 2 chambres d'hôtes.

## Les activités

### Période hivernale
La station propose un parcours de chiens de traîneaux, la pratique du parapente et du ski joëring, et plusieurs itinéraires raquettes. Mais aussi, pendant les vacances scolaires, des descentes aux flambeaux, et divers évènements tels que la Gliss’Gourmande ou le trail sur neige « La Fée Blanche ».

### Période estivale

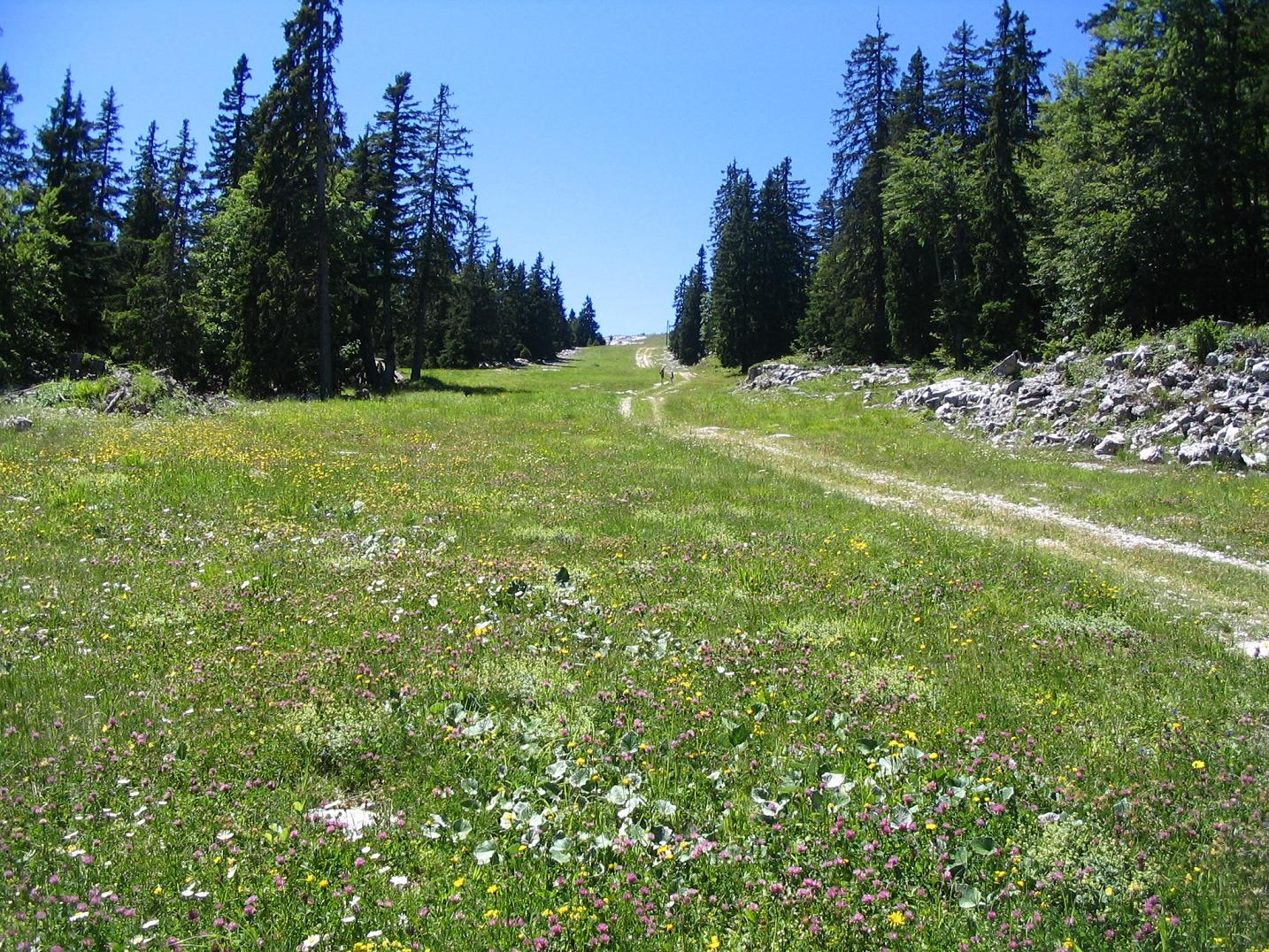
Piste de ski re-végétalisée à 1450 m.

Au cœur du Parc naturel régional du massif des Bauges, la station propose 2 sentiers botaniques, sur les flancs du mont Margériaz (Le sentier des Tannes et Glacières du Margériaz et Le sentier des orchidées), 8 balades et 3 randonnées. D'autres activités, comme le parapente, la spéléologie ou encore la présence d'une Via Ferrata, sont aussi proposées.

## Diversification des activités
En raison d'une gestion incertaine, la station a nécessité une aide financière. Le Grand Chambéry s'est proposé de reprendre le contrôle de la station Aillons-Margériaz en 2015. Désormais, Grand Chambéry est le seul décideur des investissements sans besoin du consentement des communes.
Les différents aménagements envisagés par Grand Chambéry sont : 
- déplacer le télésiège du Mont Pelat d'Aillons-Margériaz 1000 à Aillons-Margériaz 1400. ;
- raccourcir le téléski du Golet au profit du téléski de l’Agneau (Aillons-Margériaz 1400) ;
- démenteler le téléski de l’Alpage. (Aillons-Margériaz 1400) ;
- développement d’activités estivales sur Aillons-Margériaz 1000 ;
- supprimer les pistes rendues inaccessibles à cause du déplacement du télésiège du Mont Pelat et les transformer en pistes de ski de randonnée[8].

2 téléskis ont déjà été supprimés : le tkd du guilloté et le tkd du cabri.